# Paso de Otxondo
El paso de Otxondo (también Otsondo) es un pequeño puerto pirenaico a 602 metros de altitud, ubicado al norte de Navarra (España), entre Dancharinea  y Elizondo, conectando el valle del Baztán (nombre del curso superior del Bidasoa) a Francia.
Está acondicionado con un área de descanso y pícnic.

## Toponimia
El nombre de Otsondo u Otxondo se aplica:
- Al paso de Otxondo.
- Al monte Otxondo.
- Al arroyo de la vertiente norte de este puerto, afluente del río Nivelle.

Este nombre vasco podría interpretarse como «paraje de los lobos».

## Historia
Aún pueden observarse búnkeres en los alrededores de este puerto, mandados construir por Franco ante el miedo a una posible invasión aliada. Además hay restos de una ocupación humana durante la posguerra así como una base de comunicaciones del ejército estadounidense durante la Segunda Guerra Mundial.

## Perfil
El paso de Otxondo presenta dos accesos diferentes, por el norte y por el sur.
- Por el norte, desde Dantxaria, la ascensión es larga de 10 kilómetros para una pendiente media del 5% con los 7 últimos que presentan una pendiente media del 5,7%.
- Por el sur, desde Elizondo, la ascensión es larga de 13 kilómetros por una pendiente media del 2,8% con los 5 últimos que presentan una pendiente media del 4,8%.